# Bad Boy (Larry-Williams-Lied)
Bad Boy (englisch für: Böser Junge) ist ein Lied von Larry Williams, das 1959 als Single veröffentlicht wurde. Komponiert wurde es ebenfalls von Larry Williams.
1965 wurde Bad Boy von der britischen Band The Beatles auf ihrem US-amerikanischen Studioalbum Beatles VI veröffentlicht.

## Hintergrund
Bad Boy wurde als Eigenkomposition von Larry Williams als A-Seite für seine Single aufgenommen. Die B-Seite ist She said „Yeah“.
Die Single konnte keine Platzierung in den US-amerikanischen Charts erreichen.
Ursprünglich nahmen die Beatles Bad Boy auf Wunsch ihrer US-amerikanischen Tonträgergesellschaft Capitol Records auf, die das Lied für das US-amerikanische Album Beatles VI verwendeten.
Die Beatles nahmen am selben Tag mit Dizzy Miss Lizzy noch eine weitere Williams-Komposition auf. Die erste Williams-Komposition spielten die Beatles 1964 mit Slow Down ein. Die drei Titel befinden sich auf dem Kompilationsalbum Rock ’n’ Roll Music.
Bad Boy gehörte seit Anfang der 1960er Jahre zum Liverepertoire der Beatles.

## Aufnahme von Larry Williams
Bad Boy wurde am 14. August 1958 im Radio Recorders Studio in Hollywood, Los Angeles von Larry Williams eingespielt.
Besetzung:
- Larry Williams: Klavier, Gesang
- Earl Palmer: Schlagzeug
- René Hall: Leadgitarre
- Ted Brinson: Bass
- Plas Johnson: Saxofon
- Jewell Grant: Saxofon

## Aufnahme der Beatles
Bad Boy wurde am 10. Mai 1965 in den Londoner Abbey Road Studios (Studio 2) mit dem Produzenten George Martin aufgenommen. Norman Smith war der Toningenieur der Aufnahmen. Die Band nahm insgesamt vier Takes auf, wobei der 4. Take auch für die finale Version verwendet wurde und auf den Overdubs eingespielt wurden. Am 10. Mai wurde mit Dizzy Miss Lizzy noch ein weiteres Lied von Larry Williams eingespielt.
Die Aufnahmen der beiden Lieder dauerten zwischen 20:30 und 23:30 Uhr.
Die Abmischung des Liedes erfolgte ebenfalls am 10. Mai 1965 in Mono und Stereo.
Besetzung:
- John Lennon: Rhythmusgitarre, Gesang
- Paul McCartney: Bass, Elektrisches Klavier
- George Harrison: Leadgitarre
- Ringo Starr: Schlagzeug, Tamburin

## Veröffentlichung
- Im Januar 1959 wurde die Single Bad Boy / She said „Yeah“ von Larry Williams veröffentlicht.[2][3]
- 1985 erschien Bad Boy auf dem Kompilationsalbum Dizzy Miss Lizzy von Larry Williams.[4]
- In den USA wurde Bad Boy auf dem dortigen neunten Beatles-Album Beatles VI am 14. Juni 1965 veröffentlicht.
- Am 10. Dezember 1966 erschien in Großbritannien das achte Beatles-Album A Collection of Beatles Oldies , auf dem Bad Boy enthalten ist.
- In Deutschland erschien im September 1965 die EP The Beatles Forever, auf der sich Bad Boy befindet.
- Im April 1966 wurde in den Niederlanden die Beatles-EP Bad Boy veröffentlicht.[5]
- Im Mai 1966 wurde in Dänemark die Beatles-EP Bad Boy veröffentlicht.[6] Die gleiche EP erschien auch in Schweden[7] Beide EPs sind mit der niederländischen Version nicht identisch.
- Bad Boy wurde auch für das Beatles-Kompilationsalbum Rock ’n’ Roll Music, das am 7. Juni 1976 erschien, sowie für Rarities (12. Oktober 1979) und Past Masters (7. März 1988) verwendet.

## Weitere Coverversionen
- Shaun Cassidy – Shaun Cassidy Live[8]
- Cowboy Junkies – 200 More Miles[9]
- George Thorogood & The Destroyers – Live: Let’s Work Together[10]